# Нова Затобольна
Нова Затобо́льна (рос. Новая Затобольная) — присілок у складі Кетовського району Курганської області, Росія. Входить до складу Барабинської сільської ради.
Населення — 149 осіб (2010, 131 у 2002).